# Librairie Droz
Librairie Droz è una casa editrice svizzera che ha sede a Ginevra.

## Storia
La Librairie Droz, una delle principali case editrici svizzere indipendenti, fu fondata a Parigi da Eugénie Droz nel 1924; nel 1948 Droz trasferì la sede a Ginevra. Nel 1963, due giovani storici con interessi complementari, Giovanni Busino e Alain Dufour, subentrarono alla direzione dell'azienda, mantenendone le caratteristiche culturali e scientifiche. Dal 1995 la Droz è diretta da Max Engammare.

## Attività editoriale
Droz pubblica un centinaio di titoli all'anno nel campo degli studi medievali e umanistici, in quelli della critica e storiografia letteraria, della storia dell'arte e del libro, delle scienze sociali; al 2021, ne ha circa 6000 in catalogo. L'attività editoriale di Droz si dispiega attraverso la pubblicazione di decine di periodici e collane. Tra i primi si ricordano: 
- Annales Jean-Jacques Rousseau
- Bibliographie internationale de l'Humanisme et de la Renaissance
- Bibliothèque d'Humanisme et Renaissance
- Bulletin de la Société d'Histoire et d'Archéologie de Genève
- Cahiers Ferdinand de Saussure
- Diderot Studies
- Nouvelle Revue du Seizième siècle
- Revue d'histoire du protestantisme
- Revue européenne des sciences sociales (Cahiers Vilfredo Pareto)
- Revue Française d'Histoire du Livre

Oltre alle proprie, Librairie Droz distribuisce anche importanti riviste e collane di istituzioni quali l'Ecole des chartes, l'Ecole Pratique des Hautes Etudes, le Facoltà di lettere delle Università di Ginevra e Neuchâtel.
Tra le principali collane si ricordano:
- Cahiers d'Humanisme et Renaissance
- Entretiens sur l'Antiquité classique de la Fondation Hardt
- Travaux d'Humanisme et Renaissance
- Index des livres interdits

Importanti sono anche le edizioni critiche di Opera Omnia di autori quali Giovanni Calvino, Vilfredo Pareto, Teodoro di Beza; e quelle, critiche e commentate, pubblicate nella collana dei Textes Littéraires Français, di autori quali Théodore Agrippa d'Aubigné,  Guillaume Apollinaire, Honoré de Balzac, Alain Chartier, Chretien de Troyes, Pierre Corneille,  Denis Diderot, Madame de Staël, Stéphane Mallarmé, Marie de France, Prosper Mérimée, Molière, Montesquieu, Gerard de Nerval,  François Rabelais, Arthur Rimbaud,  Pierre de Ronsard, Jean-Jacques Rousseau, Alfred de Vigny, Voltaire.  
Tra gli autori che, dal 1924, hanno pubblicato con Droz vi sono:
- Bronisław Baczko
- Frédéric Barbier
- Marcel Bataillon
- Joseph Bédier
- Norberto Bobbio
- Roger Caillois
- André Chastel
- Benedetto Croce
- Marc Fumaroli
- Eugenio Garin
- Robert M. Kingdon
- Henri-Jean Martin
- Arnaldo Momigliano
- Carlo Pedretti
- Augustin Renaudet
- Franco Venturi
- Walther von Wartburg